# Gert-Jan Theunisse
Gert-Jan Theunisse, né le 14 janvier 1963 à Oss, Pays-Bas, est un coureur cycliste néerlandais.

## Biographie
Spécialiste de la montagne, il est vainqueur du Grand Prix de la montagne du Tour de France en 1989. Il termine quatrième du classement général cette année-là, et y remporte une étape.
Il remporte également la Classique de Saint-Sébastien 1988, le Tour des Asturies 1989 et le Tour de Luxembourg 1991.
Il est contrôlé plusieurs fois positif lors de contrôles antidopage : Tour de France 1988, Flèche wallonne 1990, Bicyclette basque 1990.
Il participe au documentaire de Philippe Grandrieux, La Roue, tourné en 1993.
En 2010, il devient coach mental dans l'équipe Milram. Il demeure encore actif en VTT où il organise chaque année la GertJanTheunisse Classic au mois de mars. Il s'occupe par ailleurs d'une société de stage de cyclisme aux Pays-Bas.
Depuis 2013, il vit avec un pacemaker après avoir subi plusieurs attaques cardiaques.

## Palmarès

### Palmarès amateur
- 1982
  - Champion des Pays-Bas des militaires
  - 4e étape du Circuit des Mines (contre-la-montre par équipes)[3]
- 1983
  - 2e du Tour d'Achterhoek

### Palmarès professionnel
- 1984
  - 7e étape du Tour des Pays-Bas (contre-la-montre par équipes)
  - 3e du Tour des Pays-Bas
  - 6e du Championnat de Zurich
- 1986
  - 2e du Grand Prix de Fourmies
  - 3e du Grand Prix d'Isbergues
- 1988
  - Classique de Saint-Sébastien
  - 3e du Grand Prix de la Libération (avec PDM-Concorde)
  - 9e du Tour des Flandres
- 1989
  - 4e étape du Tour de Trump
  - Tour des Asturies :
    - Classement général
    - 6e étape

  - Tour de France :
    -  Classement de la montagne
    - 17e étape

  - 2eb étape du Tour de Catalogne (contre-la-montre par équipes)
  - 4e du Tour de France
  - 7e de la Classique de Saint-Sébastien
- 1990
  - 8e de Liège-Bastogne-Liège
- 1991
  - Tour de Luxembourg :
    - Classement général
    - 1re étape

  - Classement général du Tour des vallées minières
  - 2e du championnat des Pays-Bas sur route
  - 2e du GP Marostica
- 1992
  - 3ea étape du Tour de Luxembourg
  - 2e du Critérium international
  - 7e de Liège-Bastogne-Liège
  - 10e de l'Amstel Gold Race
- 1993
  - 6e de la Wincanton Classic
  - 8e de l'Amstel Gold Race
- 1994
  - 2e du championnat des Pays-Bas sur route

### Résultats sur les grands tours

#### Tour de France
6 participations
- 1987 : 48e
- 1988 : 11e
- 1989 : 4e, vainqueur du  classement de la montagne et de la 17e étape
- 1991 : 13e
- 1992 : 13e
- 1994 : abandon (12e étape)

#### Tour d'Italie
2 participations
- 1988 : non partant (6e étape)
- 1990 : 15e

#### Tour d'Espagne
4 participations
- 1986 : 79e
- 1987 : abandon (10e étape)
- 1992 : 11e
- 1994 : abandon (11e étape)